# 李全忠
李全忠（9世纪—886年），中国唐朝末年军阀，885年推翻前任卢龙节度使李可举后统治卢龙军直至886年去世。二子李匡威、李匡筹在他死后相继为节度使。

## 背景
李全忠生年不详，卢龙军部幽州人。父李慕勳为平州刺史，累迁检校左散骑常侍。李全忠年轻时通《春秋》，好鬼谷子之学。唐僖宗广明年间（880年—881年），李全忠为棣州司马。他家中长出一尺三节的芦，他心里很讨厌它，对别驾张建章说：“我家長出了這種『芦』，不是怪事吗？”张建章说：“芦是茅类，得恩泽才滋潤，這代表您家有『分茅列土之庆』，这不就是天命吗？它生有三节，必意味着您府中有三个传节钺者。您要勉勵自己，树立功名，别忘了我的话。”李全忠任满三年回乡，事奉节度使李可举，作为其牙将。

## 夺取卢龙
光启元年（885年）二月，李可举和盟友成德军节度使王镕害怕河东节度使李克用有意于他们的领地，为义武军节度使王处存与李克用结盟而担忧，于是两镇相约合攻夹在卢龙与成德之间的义武，灭之，分其地。
为达目的，李可举派李全忠率军六万攻易州。五月，李全忠裨将刘仁恭挖地道进入易州城墙内，卢龙军因而克易州。但卢龙军之后就变得骄傲懈怠，不备义武军反攻。王处存趁夜派三千士兵蒙羊皮到易州城下，在其他道路埋伏精骑。卢龙军以为是羊，争着出城掠之，被义武军伏兵突袭，义武军攻易州，复夺之。李全忠大败，刍粮仗铠尽失，逃往幽州。
因害怕李可举会因他战败而惩罚他，李全忠反而决定率余众掩袭幽州。李可举猝不及防，六月，绝望举族登楼自焚。李全忠接管军镇，在三军推戴下自称留后，七月得到朝廷认可。

## 短暂统治
成德军节度使王镕曾上表推荐李全忠。光启二年（886年）春，僖宗正式任李全忠为卢龙节度使、检校太尉。八月，李全忠卒，三军立其子李匡威为留后，朝廷认可，后以为全权节度使。

## 评价
- 《旧唐书》
  - 史臣曰：（幽州）二百余年，自相崇树，虽朝廷有时命帅，而土人多务逐君。习苦忘非，尾大不掉，非一朝一夕之故也。……如朱克融、杨志诚、史元忠、张公素、李可举、李全忠，以不仁得之，靡更曩志。或寻为篡夺，或仅传子孙，咸非令终，盖其宜也。
  - 赞曰：……余因篡得，不仁何逃？[2]

## 延伸阅读
[在维基数据编辑]
 《舊唐書/卷180》，出自刘昫《舊唐書》
 《新唐書·卷212》，出自《新唐書》